# 烏迭爾山脈

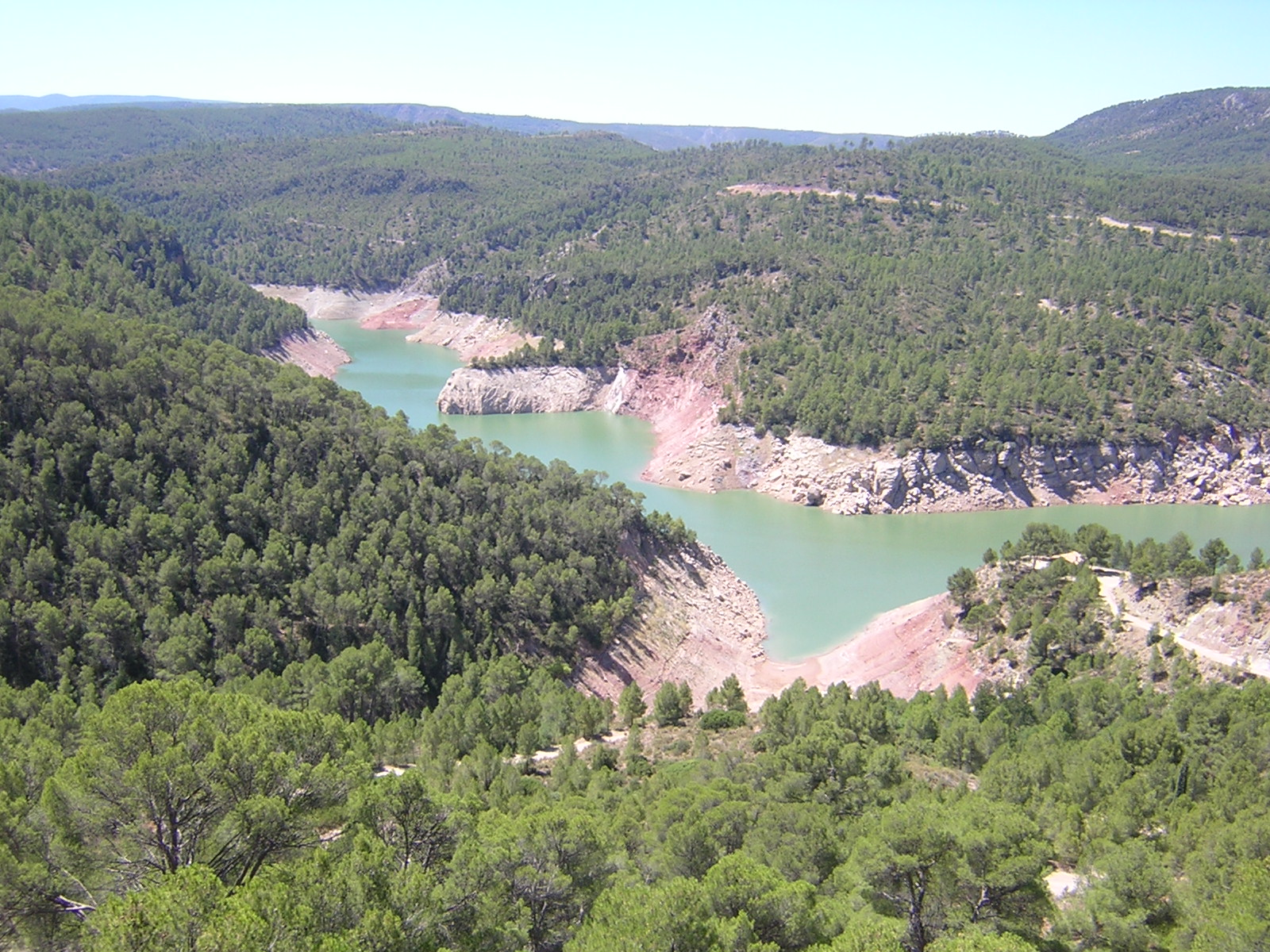

39°37′16″N 0°58′48″W / 39.62111°N 0.98000°W
烏迭爾山脈（西班牙語：Sierra del Negrete），是西班牙的山脈，位於該國東部華倫西亞自治區，處於伊比利亞半島，長16.45公里，最高點海拔高度1,306米，冬季時通常被冰雪覆蓋。